# Kyrylo (Bilan)
Kyrylo (světským jménem: Anatolij Vasylovyč Bilan; * 15. května 1975, Žukivci) je ukrajinský duchovní Ukrajinské pravoslavné církve Moskevského patriarchátu, biskup byšivský a vikář kyjevské eparchie.

## Život
Narodil se 15. května 1975 ve vesnici Žukivci Kyjevské oblasti.
Po střední škole nastoupil na Kyjevský duchovní seminář. Dne 27. března 1997 byl v Kyjevskopečerské lávře postřižen na monacha se jménem Kyrylo na počest svatého Cyrila Jeruzalémského. Dne 12. dubna byl metropolitou kyjevským Volodymyrem (Sabodanem) rukopoložen na jerodiákona a o den později na jeromonacha. Stal se představeným chrámu svatého Mikuláše ve vesnici Fasova. Roku 1992 byl povýšen na igumena.
Od roku 2004 sloužil jako blagočinný Makarivského okruhu. Stejného roku dokončil Kyjevskou duchovní akademii a pokračoval ve studiu na Užhorodské bohoslovecké akademii. O dva roky později byl povýšen na archimandritu.
Dne 18. března 2020 jej Svatý synod Ukrajinské pravoslavné církve zvolil biskupem byšivským a vikářem kyjevské eparchie. Biskupská chirotonie proběhla 29. března v Pantelejmonovském monastýru v Kyjevě. Hlavním světitelem byl metropolita kyjevský a celé Ukrajiny Onufrij (Berezovskyj).